# Plaveč (okres Stará Ľubovňa)
Plaveč (Hongaars: Palocsa) is een Slowaakse gemeente in de regio Prešov, en maakt deel uit van het district Stará Ľubovňa.
Plaveč telt 1.838 inwoners.